# Vukovar 91
Vukovar 91 je hrvatski dokumentarni film iz 2007. godine, u proizvodnji MISSART-a, redatelja Eduarda Galića. Stručni suradnik i ilustrator u izradi dokumentarnog filma bio je Nenad Barinić.